# انتخابات شوراهای اسلامی شهر و روستا ۱۴۰۰ (تهران، ری و تجریش)
این مقاله دربارهٔ ششمین انتخابات شوراهای اسلامی شهر و روستا است که ۲۸ خرداد ۱۴۰۰ در حوزه انتخابیه تهران، ری و تجریش برگزار شد. فهرست انتخاباتی شورای ائتلاف نیروهای انقلاب اسلامی، با شعار «دوباره خدمت، تهران سربلند»، تمام ۲۱ کرسی شورای شهر را از آنِ خود کرد.

## نتایج
| ر.                   | نامزد                | فهرست انتخاباتی   | فهرست انتخاباتی   | تعداد رأی | ٪     |
| -------------------- | -------------------- | ----------------- | ----------------- | --------- | ----- |
| ↓ منتخبان اصلی ↓     |                      |                   |                   |           |       |
| ۱                    | مهدی چمران (س.)      |                   | شورای ائتلاف      | ۴۸۶٬۲۸۲   | ۳۱٫۰۶ |
| ۲                    | پرویز سروری (س.)     |                   | شورای ائتلاف      | ۳۶۲٬۹۲۰   | ۲۳٫۱۸ |
| ۳                    | نرجس سلیمانی         |                   | شورای ائتلاف      | ۳۵۶٬۷۰۹   | ۲۲٫۷۹ |
| ۴                    | حبیب کاشانی (س.)     |                   | شورای ائتلاف      | ۳۲۶٬۱۳۲   | ۲۰٫۸۳ |
| ۵                    | محمد آخوندی          |                   | شورای ائتلاف      | ۳۲۵٬۸۵۷   | ۲۰٫۸۲ |
| ۶                    | ناصر امانی           |                   | شورای ائتلاف      | ۳۱۴٬۷۰۷   | ۲۰٫۱۰ |
| ۷                    | مهدی پیرهادی         |                   | شورای ائتلاف      | ۳۱۲٬۸۱۵   | ۱۹٫۹۸ |
| ۸                    | مهدی بابائی          |                   | شورای ائتلاف      | ۳۰۹٬۵۶۹   | ۱۹٫۷۸ |
| ۹                    | سید جعفر تشکری هاشمی |                   | شورای ائتلاف      | ۲۹۹٬۷۴۶   | ۱۹٫۱۵ |
| ۱۰                   | سید احمد علوی        |                   | شورای ائتلاف      | ۲۹۷٬۱۶۸   | ۱۸٫۹۸ |
| ۱۱                   | مهدی اقراریان        |                   | شورای ائتلاف      | ۲۹۶٬۹۴۰   | ۱۸٫۹۷ |
| ۱۲                   | مهدی عباسی           |                   | شورای ائتلاف      | ۲۹۶٬۴۶۳   | ۱۸٫۹۴ |
| ۱۳                   | علیرضا نادعلی        |                   | شورای ائتلاف      | ۲۹۴٬۷۲۶   | ۱۸٫۸۳ |
| ۱۴                   | احمد صادقی           |                   | شورای ائتلاف      | ۲۹۱٬۴۷۴   | ۱۸٫۶۲ |
| ۱۵                   | سید محمد آقامیری     |                   | شورای ائتلاف      | ۲۸۸٬۴۳۳   | ۱۸٫۴۳ |
| ۱۶                   | میثم مظفر            |                   | شورای ائتلاف      | ۲۸۷٬۷۸۵   | ۱۸٫۳۸ |
| ۱۷                   | زهرا شمس احسان       |                   | شورای ائتلاف      | ۲۷۹٬۸۷۰   | ۱۷٫۸۸ |
| ۱۸                   | نرگس معدنی‌پور        |                   | شورای ائتلاف      | ۲۷۶٬۱۲۶   | ۱۷٫۶۴ |
| ۱۹                   | علی‌اصغر قائمی        |                   | شورای ائتلاف      | ۲۷۴٬۰۰۴   | ۱۷٫۵۰ |
| ۲۰                   | سوده نجفی            |                   | شورای ائتلاف      | ۲۹۷٬۱۶۸   | ۱۶٫۹۷ |
| ۲۱                   | جعفر بندی شربیانی    |                   | شورای ائتلاف      | ۲۵۵٬۸۵۴   | ۱۶٫۳۴ |
| ↓ منتخبان علی‌البدل ↓ |                      |                   |                   |           |       |
| ۲۲                   | جعفر فرجی            |                   | جبهه پایداری      | ۷۴٬۲۹۴    | ۴٫۷۵  |
| ۲۳                   | سید مهدی زری‌باف      |                   | جبهه پایداری      | ۶۶٬۰۴۸    | ۴٫۲۲  |
| ۲۴                   | حسین قرائی           |                   | جبهه پایداری      | ۵۵٬۹۷۰    | ۳٫۵۸  |
| ۲۵                   | سید محمد آقامیری     | —                 | —                 | ۵۵٬۵۸۴    | ۳٫۵۵  |
| ۲۶                   | اسماعیل احمدی        | —                 | —                 | ۵۴٬۲۶۸    | ۳٫۴۷  |
| ۲۷                   | مرتضی طلائی (س.)     |                   | شورای وحدت        | ۴۷٬۰۵۸    | ۳٫۰۱  |
| ۲۸                   | سید مرتضی محمودی     |                   | جبهه پایداری      | ۴۷٬۰۴۴    | ۳٫۰۱  |
| ۲۹                   | سید مجید حسینی       |                   | جبهه پایداری      | ۴۶٬۵۶۷    | ۲٫۹۷  |
| ۳۰                   | حامد علامتی          |                   | جبهه پایداری      | ۴۳٬۸۵۸    | ۲٫۸۰  |
| ۳۱                   | عرفان خسرویان        |                   | جبهه پایداری      | ۳۹٬۵۳۶    | ۲٫۵۳  |
| ۳۲                   | محمد خزاعی           |                   | جبهه پایداری      | ۳۹٬۲۹۲    | ۲٫۵۱  |
| ↓ سایر نامزدان ↓     |                      |                   |                   |           |       |
| آرای باطلهٔ مأخوذه    | آرای باطلهٔ مأخوذه    | آرای باطلهٔ مأخوذه | آرای باطلهٔ مأخوذه | ۴۱۳٬۹۲۰   | ۲۶٫۴۴ |
| کل آرای مأخوذه       | کل آرای مأخوذه       | کل آرای مأخوذه    | کل آرای مأخوذه    | ۱٬۵۶۵٬۳۷۰ | ۱۰۰   |

## پی‌نوشت

### یادداشت
1. 1 2  دارای تشابه اسمی با نامزد دیگر
2. ↑  مورد حمایت دو فهرست فرعی به نام‌های «جوانان انقلابی» و «طهران قوی».